# アーサー・オンケン・ラヴジョイ
アーサー・オンケン・ラヴジョイ（Arthur Oncken Lovejoy、1873年10月10日– 1962年12月30日）は、アメリカの哲学者、思想史家である。ラヴジョイは「観念の歴史 (history of ideas)」として知られる分野を基礎づけた。著書『存在の大いなる連鎖 The Great Chain of Being』（1936年）は、「ここ半世紀のアメリカの思想史においておそらく最も影響力のある単著」と評価されている。

## 生涯
ラヴジョイは、父が医学研究を行っていたドイツのベルリンで生まれた。 18か月後にラヴジョイの母が自殺するとすぐに、父は医学をやめて聖職者となった。ラヴジョイは、はじめカリフォルニア大学バークレー校、続いてハーバード大学において、ウィリアム・ジェームズとジョサイヤ・ロイスの下で哲学を学んだ。彼は博士号を取得しなかった。ラヴジョイはスタンフォード大学で最初の職を得たが、1901年、理事を怒らせた同僚の解雇に抗議して辞職する。その後ハーバード大学の学長は、ラヴジョイがトラブルメーカーとして知られているという理由から、ラヴジョイの採用を拒否した。続く10年の間、彼はワシントン大学、コロンビア大学、ミズーリ大学で教鞭をとった。彼は生涯未婚であった。
1910年から1938年までジョンズ・ホプキンス大学の哲学教授を務めたラヴジョイは、同大学で History of Ideas Club を設立し、長期間にわたり主宰した。そこには、多くの著名・新進の知識人、社会史家や文芸評論家が集まった。 1940年に、彼はフィリップ・P. ウィーナーと共同で “Journal of the History of Ideas“ を創刊した。ラヴジョイは、観念の歴史は「ユニットアイデア (unit ideas)」、つまり単一の概念（すなわち概念的には区別される他の概念と、抽象的な名前を共有するシンプルな概念）に焦点を当てるべきであると主張した。 「プラグマティズム」「観念論」「合理主義」などの抽象的な名詞は、ラヴジョイの見解では、はっきりと異なる、分析的に分離した概念で構成されている。観念の系譜の歴史家は、これらを徹底的に議論し尽くし、基礎的なユニットアイデアが時間の経過とともにどのようにして互いに混ざり合い、再結合していくかを示さなければならないとした。シモ・クヌッティラ (Simo Knuuttila) によると、この考え方は、哲学者よりも文芸評論家に対してより大きな魅力を発揮した。
ラヴジョイは、アルバート・アインシュタインの相対性理論に反対していた。1930年に、彼はアインシュタインの同時性の相対論的概念が恣意的であると批判する論文を発表した。
ラヴジョイは、パブリックな場においても積極的に活動した。彼は、全米大学教授協会 (American Association of University Professors) とアメリカ自由人権協会メリーランド支部の設立を支援した。しかし、彼は自由権に対する彼自身の信念を修正し、自由なシステムを脅かすと思われるものを排除した。こうして、マッカーシズム時代の最盛期（1952年2月14日の哲学雑誌 “Journal of Philosophy“ において）、ラヴジョイは、共産党員であることが「探求、意見、教育の自由」に反する「世界規模の組織の勝利」に貢献しているという「経験的事実」を理由に、共産党員であることはアカデミックな地位を追われる根拠になる、と主張した。彼はまた、ボルチモアの報道機関に多数の意見記事を発表した。ラヴジョイは1962年12月30日にボルチモアで死去した。

## 学問的影響
- 認識論の領域では、ラヴジョイは実際的な運動に対する影響力のある批評によって記憶されている。特に1908年に書かれたエッセイ “The Thirteen Pragmatisms“ がその例である [10]。

- ウィリアム・F・バイナムは、40年後にラヴジョイの『存在の大いなる連鎖』を振り返り、その影響力の大きさと「活発」で継続的なセールスを評して「知的風景の見慣れた特徴 (a familiar feature of the intellectual landscape)」と表現した。 バイナムは、存在の大いなる連鎖の概念がどのように置き換えられたかについてはさらに多くの研究が必要であると主張しているが、ラヴジョイが言うように「啓蒙主義の存在の連鎖が解体された」18世紀末が重要な時期であることには同意している[11]。

- 高山宏の整理によれば、ラヴジョイは、エリザベス・シューエルとともに、英米圏においてミシェル・セールの役割（文学と科学を対立しない形で論じた）を果たした人物である。

## 著書
- Primitivism and Related Ideas in Antiquity, (1935). (with George Boas). Johns Hopkins U. Press. 1997 edition: ISBN 0-8018-5611-6
- The Great Chain of Being: A Study of the History of an Idea (1936). Harvard University Press. Reprinted by Harper & Row, ISBN 0-674-36150-4, 2005 paperback: ISBN 0-674-36153-9
  - 『存在の大いなる連鎖』内藤健二訳（晶文社、1975年）ISBN 9784794923400
  - 『存在の大いなる連鎖』内藤健二訳（ちくま学芸文庫、2013年）ISBN 9784480095367
- Essays in the History of Ideas (1948). Johns Hopkins U. Press
  - 『観念の歴史』鈴木信雄ほか訳（名古屋大学出版会、2003年）ISBN 9784815804602
- The Revolt Against Dualism (1960). Open Court Publishing. ISBN 0-87548-107-8
- The Reason, the Understanding, and Time (1961). Johns Hopkins U. Press. ISBN 0-8018-0393-4
- Reflections on Human Nature (1961). Johns Hopkins U. Press. ISBN 0-8018-0395-0
  - 『人間本性考』鈴木信雄、市岡義章、佐々木光俊訳（名古屋大学出版会、1998年）
- The Thirteen Pragmatisms and Other Essays (1963). Johns Hopkins U. Press. ISBN 0-8018-0396-9

### 雑誌論文・記事
- "The Entangling Alliance of Religion and History," The Hibbert Journal, Vol. V, October 1906/ July 1907.
- "The Desires of the Self-Conscious," The Journal of Philosophy, Psychology and Scientific Methods, Vol. 4, No. 2, Jan. 17, 1907.
- "The Place of Linnaeus in the History of Science," The Popular Science Monthly, Vol. LXXI, 1907.
- "The Origins of Ethical Inwardness in Jewish Thought," The American Journal of Theology, Vol. XI, 1907.
- "Kant and the English Platonists." In Essays, Philosophical and Psychological, Longmans, Green & Co., 1908.
- "Pragmatism and Theology," The American Journal of Theology, Vol. XII, 1908.
- "The Theory of a Pre-Christian Cult of Jesus," The Monist, Vol. XVIII, No. 4, October 1908.
- "The Thirteen Pragmatisms," The Journal of Philosophy, Psychology, and Scientific Methods, Vol. V, January/December, 1908.
- "The Argument for Organic Evolution Before the 'Origin of Species'," Part II, Popular Science Monthly, Vol. LXXV, July/December, 1909.
- "Schopenhauer as an Evolutionist," The Monist, Vol. XXI, 1911.
- "Kant and Evolution," Popular Science Monthly, Vol. LXXVII, 1910; Part II, Popular Science Monthly, Vol. LXXVIII, 1911.
- "The Problem of Time in Recent French Philosophy," Part II, Part III, The Philosophical Review, Vol. XXI, 1912.
- "Relativity, Reality, and Contradiction", The Journal of Philosophy, Psychology and Scientific Methods, 1914.
- "Pragmatism Versus the Pragmatist." In: Essays in Critical Realism. London: Macmillan & Co., 1920.
- "Professional Ethics and Social Progress," The North American Review, March 1924.
- "The Dialectical Argument Against Absolute Simultaneity", The Journal of Philosophy, 1930.
- "Plans for the Future," Free World, November 1943.

### その他
- "Leibnitz, Gottfried Wilhelm, Freiherr Von," A Cyclopedia of Education, ed. by Paul Monroe, The Macmillan Company, 1911.
- "The Unity of Science," The University of Missouri Bulletin: Science Series, Vol. I, N°. 1, January 1912.
- Bergson & Romantic Evolutionism; Two Lectures Delivered Before the Union, September 5 & 12, 1913, University of California Press, 1914.